# Charles Warren Adams
Charles Warren Adams, Pseudonym: Charles Felix, (* 1833 in England; † 1903 in England) war ein englischer Rechtsanwalt, Verleger und Gegner der Vivisektion.

## Leben
Über Adams frühes Leben ist wenig bekannt. Er war als Anwalt unter anderem mit der Rettung dem bekannten Londoner Verlagshauses Saunders, Otley & Co. befasst, nachdem die beiden Eigentümer verstorben waren. Dies gelang jedoch nicht und der Verlag wurde 1869 liquidiert. Der Verlag hatte jedoch zwei Kriminalgeschichten des Anwalts unter seinem Pseudonym Charles Felix veröffentlicht. Der erste Band des Jahres 1864 hatte den Titel Velvet Lawns, der zweite erschien 1865 mit dem Titel The Notting Hill Mystery mit Illustrationen von George du Maurier, des Autors von Trilby. Der Roman war vorher bereits in den Jahren 1862 und 1863 als Fortsetzungsroman in einer Zeitschrift veröffentlicht worden. 
In der Literaturwissenschaft wird Adams Roman Das Mysterium von Notting Hill als der erste vollgültige Kriminalroman angesehen.
In späteren Jahren wurde Adams Geschäftsführer des Anti-Vivisection Society, der englischen Gesellschaft gegen die Vivisektion. Im Vorstand der Gesellschaft arbeitete Mildred Coleridge der Urgroßnichte des Dichters Samuel Taylor Coleridge und Tochter von John Coleridge, 1. Baron Coleridge, der in seiner Laufbahn 1871 Generalstaatsanwalt für England und Wales und 1873 Lord Chief Justice of England and Wales wurde. Mildred Coleridge verließ ihre Familie, um mit Adams zu leben und dieser erhielt Anschuldigungen von Mildreds Bruder Bernard. Die folgenden Gerichtsverfahren wegen Verleumdung in den Jahren 1884 und 1886 gewann Adams. Das Paar heiratete 1885 und blieb zusammen bis zu Adams Tod im Jahre 1903. Seine Witwe starb im Jahre 1929.

## Veröffentlichungen
- Velvet Lawns. Saunders, Otley & Co., London 1864.
- The Notting Hill Mystery. Saunders, Otley & Co., London 1865.
  - deutsch von Boris Greff und Matthias Marx: Das Mysterium von Notting Hill mit den Illustrationen von George du Maurier und einem Nachwort von Jürgen Kaube. Die Andere Bibliothek, Berlin 2014, ISBN 978-3-8477-3004-0.
  - Neuauflage: Poisoned Pen Press, Scottsdale, Arizona, USA 2015, ISBN 978-1-464204807.